# Lista de regentes de Portugal
Esta é uma lista de Regentes de Portugal desde a fundação do Reino de Portugal, em 1143, até 1910, quando foi proclamada a república portuguesa.

## Regentes de Portugal

### Dinastia de Borgonha
| Foto | Nome                       | Título                                         | Início da regência | Fim da regência | Regente em nome de  | Relação com o monarca | Notas |
| ---- | -------------------------- | ---------------------------------------------- | ------------------ | --------------- | ------------------- | --------------------- | --- |
|      | D. Sancho                  | Infante de Portugal                            | 1169               | 1185            | D. Afonso Henriques | filho e herdeiro      | Associados ao trono por seu pai após o Desastre de Badajoz (1169), exerceram co-regência devido à incapacidade física do progenitor. Sancho sucede-lhe no trono após a morte. |
|      | D. Teresa                  | Infanta de Portugal                            | 1169               | 1184            | D. Afonso Henriques | filha                 | Associados ao trono por seu pai após o Desastre de Badajoz (1169), exerceram co-regência devido à incapacidade física do progenitor. Sancho sucede-lhe no trono após a morte. |
|      | D. Afonso                  | Infante de Portugal, Conde de Bolougne-sur-Mer | 1245               | 1247            | D. Sancho II        | irmão                 | Assume a regência com o título de Visitador, Procurador e Defensor do Reino, após a deposição do irmão do trono; assume a realeza após a sua abdicação e exílio.              |
|      | D. Leonor Teles de Meneses | Rainha de Portugal                             | 1383               | 1384            | D. Beatriz          | mãe                   | Exerce nominalmente a regência em nome de sua filha, casada com o rei de Castela, Juan I.                                                                                     |

### Dinastia de Avis
| Foto | Nome                                          | Título                                                                                                | Início da regência | Fim da regência | Regente em nome de          | Relação com o monarca             | Notas |
| ---- | --------------------------------------------- | --- | ------------------ | --------------- | --------------------------- | --------------------------------- | --- |
|      | D. João                                       | Mestre de Avis                                                                                        | 1384               | 1385            | D. Fernando/D. Leonor Teles | meio-irmão do defunto D. Fernando | Exerce formalmente a regência, sob o título de Regedor e Defensor do Reino, primeiro em nome de seu meio-irmão, o homónimo infante D. João, e depois em seu nome até à sua aclamação nas Cortes de Coimbra de 1385. |
|      | D. Duarte                                     | Infante de Portugal                                                                                   | 1412               | 1433            | D. João I                   | filho e herdeiro                  | Associado ao trono por seu pai em 1412, exerceu uma espécie de co-regência, subscrevendo vários diplomas, sucendo-lhe após a sua morte. |
|      | D. Leonor de Aragão                           | Rainha de Portugal                                                                                    | 1438               | 1439            | D. Afonso V                 | mãe                               | Regente em nome do filho menor, acaba por ser afastada da regência nas Cortes de Lisboa de 1439, na iminência de uma guerra civil com os apoiantes do cunhado, exilando-se em Castela. |
|      | D. Pedro                                      | Infante de Portugal, Duque de Coimbra                                                                 | 1439               | 1446            | D. Afonso V                 | tio                               | Designado regente em nome do sobrinho nas Cortes de Lisboa de 1439, mantém-se em funções até este alcançar a maioridade |
|      | D. Joana                                      | Infanta de Portugal                                                                                   | 1471               | 1471            | D. Afonso V                 | filha                             | Exerceu funções de regente durante a deslocação de seu pai e do príncipe herdeiro D. João II. |
|      | D. João                                       | Príncipe de Portugal                                                                                  | 1477               | 1481            | D. Afonso V                 | filho e herdeiro                  | Entronizado nas Cortes de Santarém de 1477 por renúncia de seu pai, abdicou do trono em seu favor quando regressou ao reino, tendo no entanto, a pedido do monarca, conservado alguns poderes decisórios e subscrevendo, juntamente com o pai, vários diplomas régios. |
|      | D. Leonor                                     | Rainha de Portugal                                                                                    | 1497               | 1499            | D. Manuel I                 | irmã                              | Exerceu funções de regente durante a deslocação do monarca às Coroas de Castela e Aragão, a fim de aí ver jurado seu filho, D. Miguel da Paz, como herdeiro das três coroas da Península. |
|      | D. Catarina de Áustria                        | Rainha de Portugal                                                                                    | 1557               | 1562            | D. Sebastião                | avó                               | Regente na menoridade de seu neto, foi substituída pelo cunhado, cardeal-infante D. Henrique, nas Cortes de Lisboa de 1562. |
|      | D. Henrique                                   | Infante de Portugal, Cardeal da Igreja Católica, Arcebispo de Lisboa e Évora, Inquisidor-Mor do Reino | 1562               | 1568            | D. Sebastião                | tio-avô                           | Regente na menoridade de seu sobrinho-neto, substituiu a sua cunhada, a rainha-viúva D. Catarina, nas Cortes de Lisboa de 1562. |
|      | D. Henrique                                   | Infante de Portugal, Cardeal da Igreja Católica, Arcebispo de Lisboa e Évora, Inquisidor-Mor do Reino | 1578               | 1578            | D. Sebastião                | tio-avô                           | Regente durante a deslocação do monarca a Alcácer Quibir, acabaria por assumir o trono ao saber da notícia da morte do sobrinho. |
|      | Conselho de Governadores do Reino de Portugal | | 1580               | 1580            |                             |                                   | Nomeado pelo cardeal-rei ainda com as Cortes de Almeirim (1580) em funcionamento, era composto por D. Jorge de Almeida, arcebispo de Lisboa, D. Francisco de Sá de Meneses, camareiro-mor do reino; D. João Telo; D. João de Mascarenhas e D. Diogo Lopes de Sousa; exerceu funções até à aclamação de D. António, Prior do Crato, como rei de Portugal em Santarém, data em que se ausentaram de Lisboa e declararam sucessor do trono Filipe II de Espanha. |

### Dinastia de Bragança
| Foto | Nome                                          | Título                                                         | Início da regência | Fim da regência | Regente em nome de              | Relação com o monarca | Notas |
| ---- | --------------------------------------------- | -------------------------------------------------------------- | ------------------ | --------------- | ------------------------------- | --------------------- | --- |
|      | D. Luísa de Gusmão                            | Rainha de Portugal                                             | 1656               | 1662            | D. Afonso VI                    | mãe                   | Designada regente durante a menoridade de seu filho segundo as disposições testamentárias do rei defunto. |
|      | D. Pedro de Bragança                          | Infante de Portugal, Duque de Beja, Senhor do Infantado        | 1668               | 1681            | D. Afonso VI                    | irmão e herdeiro      | Assume o poder após um golpe de Estado, sendo indigitado regente pelas Cortes de Lisboa de 1668. |
|      | D. Catarina de Bragança                       | Infanta de Portugal, Rainha-viúva de Inglaterra                | 1701               | 1701            | D. Pedro II                     | irmã                  | Assumiu a regência durante a doença prolongada que vitimou o rei nos seus últimos anos. |
|      | D. Catarina de Bragança                       | Infanta de Portugal, Rainha-viúva de Inglaterra                | 1704               | 1705            | D. Pedro II                     | irmã                  | Assumiu a regência durante a doença prolongada que vitimou o rei nos seus últimos anos. |
|      | D. Mariana de Áustria                         | Rainha de Portugal                                             | 1742               | 1750            | João V                          | esposa                | Assumiu a regência durante a doença prolongada que vitimou o rei nos seus últimos anos. |
|      | D. Mariana Vitória de Bourbon                 | Rainha de Portugal                                             | 1776               | 1777            | D. José I                       | esposa                | Assumiu a regência durante a doença que vitimou o rei nos seus últimos anos. |
|      | D. João de Bragança                           | Príncipe do Brasil, Infante de Portugal                        | 1792               | 1816            | D. Maria I                      | filho e herdeiro      | Assumiu o despacho em nome de sua mãe, entre 1792 e 1799, passando depois a assinar como príncipe regente até à morte de D. Maria I, em 1816. |
|      | Junta Provisional do Governo Supremo do Reino |                                                                | 1820               | 1821            | D. João VI                      |                       | |
|      | D. Isabel Maria de Bragança                   | Infanta de Portugal                                            | 1826               | 1828            | D. Pedro IV; depois D. Maria II | irmã e tia            | Seu pai, D. João VI, designou-a presidente do conselho de regência enquanto o sucessor da Coroa não se pronunciasse; tendo escolhido seu irmão D. Pedro como rei, manteve-se em funções após a abdicação daquele em favor da filha, D. Maria da Glória.                                                 |
|      | D. Miguel de Bragança                         | Infante de Portugal, Duque de Beja, Senhor do Infantado        | 1827               | 1828            | D. Maria II                     | tio                   | Designado por D. Pedro IV como seu lugar-tenente e regente do reino durante a menoridade de sua filha, em quem abdicara dos seus direitos à coroa portuguesa, D. Maria da Glória, com a obrigação de se casar com a mesma.                                                                              |
|      | D. Pedro de Bragança                          | Duque de Bragança, ex-Rei de Portugal e ex-Imperador do Brasil | 1831               | 1834            | D. Maria II                     | pai                   | Após abdicar do trono brasileiro em seu filho D. Pedro II, regressa à Europa e assume a presidência do Conselho de Regência que governava os territórios libertos do domínio miguelista em nome de sua filha, a rainha D. Maria II; resignou ao cargo pouco após o término da guerra civil, nas Cortes. |
|      | D. Fernando II                                | Rei-consorte de Portugal                                       | 1853               | 1855            | D. Pedro V                      | pai                   | Regente durante a menoridade de seu filho. |
|      | D. Fernando II                                | Rei-consorte de Portugal                                       | 1867               | 1867            | D. Luís I                       | pai                   | Regente durante a ausência do monarca na Exposição Universal de Paris (1867). |
|      | D. Luís Filipe de Bragança                    | Príncipe Real de Portugal, Duque de Bragança                   | 1907               | 1907            | D. Carlos I                     | filho e herdeiro      | Regente durante a ausência dos monarcas em visita de Estado a Espanha, junto de Afonso XIII. |